# 舰海燕属

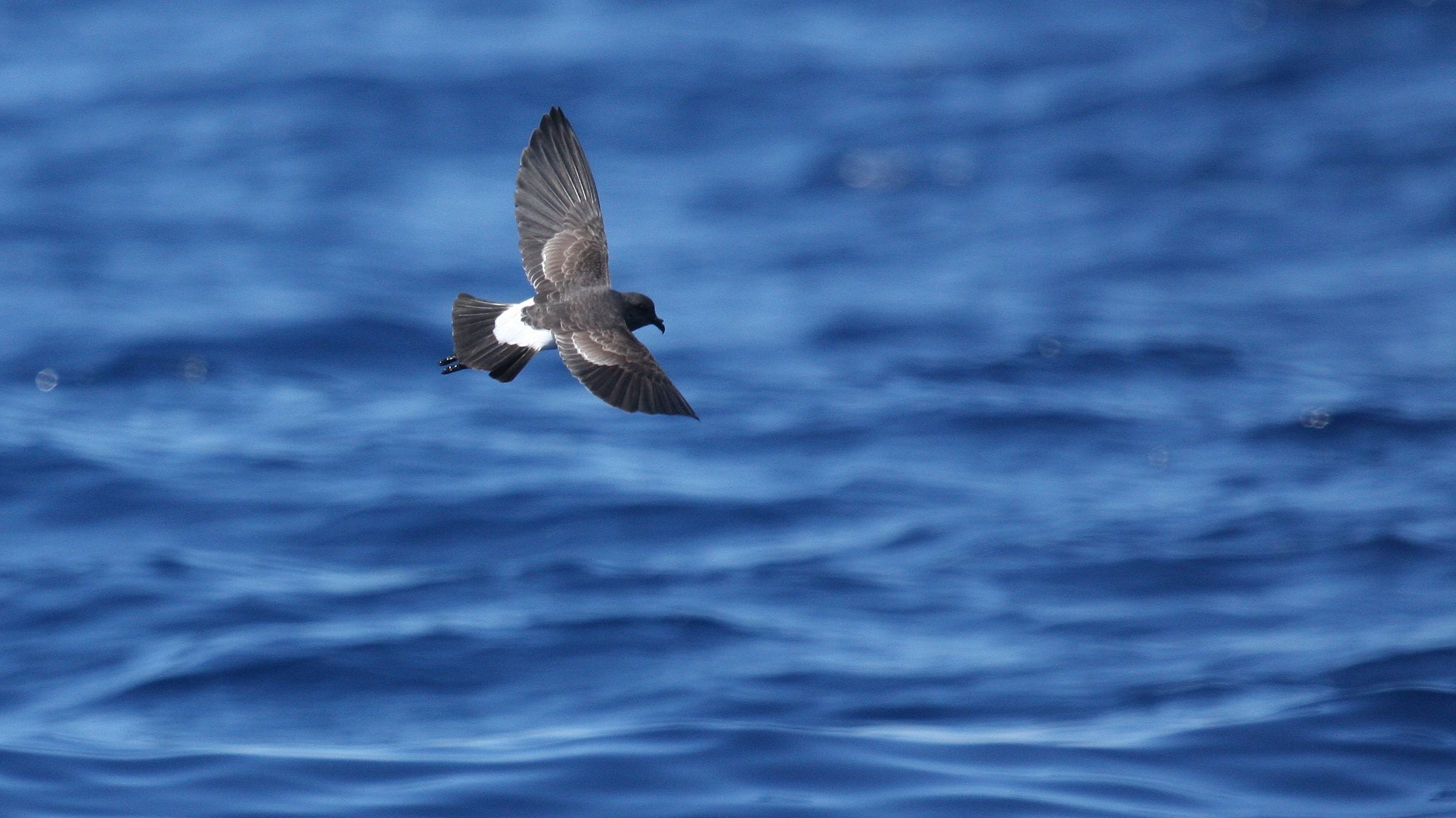
黑腹舰海燕

舰海燕属（学名：Fregetta）是南海燕科下的一个属。

## 下属物种
本属包括以下物种：
- 白腹舰海燕 Fregetta grallaria (Vieillot, 1818)
- 新喀海燕 Fregetta lineata (Peale, 1848)
- 新西兰舰海燕 Fregetta maoriana
- 黑腹舰海燕 Fregetta tropica (Gould, 1844)